# Перово (район Москвы)
Перо́во — район (а также одноимённое внутригородское муниципальное образование города Москвы) в Восточном административном округе города Москвы, административная единица третьего уровня.
Район получил название в честь города Перово, существовавшего в 1925—1960 гг. Расположен на востоке Москвы между железнодорожной линией «Москва — Рязань» (Казанская линия МЖД) и шоссе Энтузиастов (Горьковское шоссе, федеральная автомобильная дорога М7 «Волга»). Нынешняя территория района представляет собой часть существовавшего ранее города Перово. В состав города также входили территории современных соседних районов: «Новогиреево» (участки бывшего дачного посёлка Ново-Гиреево), «Рязанский» (территория села Чухлинки), «Вешняки» (участки дачного посёлка, бывшего села Кусково и усадьба Шереметевых), «Нижегородский» (территория села Карачарово).
В настоящее время «Перово» — один из крупнейших районов Москвы. Его площадь — 973 га. Население — 134 308 чел. (2024). Также «Перово» является одним из спальных районов Москвы. В настоящее время площадь жилищного фонда муниципального образования «Перово» составляет 2243,8 тысяч м². Средняя обеспеченность общей площадью жилищного фонда составляет 20,2 м² в расчёте на одного жителя.

## География

### Географическое положение
Район Перово расположен на востоке Москвы, в европейской части Российской Федерации. Территория Перова находится на левом берегу реки Москва в среднем её течении и расположена в границах Мещёрской низменности, соответственно, в границах Мещёрской физико-географической провинции (Подмосковная плоская зандровая равнина). В районе отсутствует резкая холмистость, однако, в центральной части территории района «Перово» (пространство между Зелёным проспектом и шоссе Энтузиастов) присутствует рельеф днища долины Перовского (Хлудовского) ручья.
Территория района имеет вытянутую форму, занимая местность между шоссе Энтузиастов и Горьковским направлением Московской железной дороги. В Перове протекает река Нищенка и Перовский ручей, заключённые в коллекторы, также расположены 5 водоёмов: два хозяйственных пруда, используемых в технических целях, Советский и Владимирские пруды, пруд на улице Коренная.

### Геоморфология
Местность, на которой расположено Перово, занимает низинные пространства, расположенные по левому берегу реки Москва. Низменная местность (высота над уровнем моря менее 100 м) занимает северо-восточную половину города Москва (от северо-запада до юго-востока). Данная низменность является западной частью Подмосковной Мещёры (части Мещёрской озёрно-ледниковой низменной равнины).

### Геология
Первые данные о геологическом строении территории современного района «Перово» были получены геологом, членом-корреспондентом Петербургской академии наук С. Н. Никитиным в 1896 г.; Геологическая карта окрестностей Москвы, составленная Никитиным, была опубликована в 1923 году «картографическим заведением» А. А. Ильина (ранее — картографическая литография В. А. Полторацкого). По данным карты, территория современного Перова расположена на территории с моренными глинистыми отложениями и валунами, нижними валунными песками и современными отложениями рек, озёр и болот.
Бо́льшая часть территории района «Перово» расположена в пределах Волжского яруса верхнего отдела юрской системы. Промышленная зона № 22 расположена на территории Оксфордского яруса. Волжский ярус представлен песками с фосфоритами, песчаниками, ниже которых залегают слои глинистой алевриты (до 39 м), Оксфордский ярус под западной частью района «Перово» представлен глинами (до 20 м). Под ярусами юрской системы расположены ярусы каменноугольной системы (верхний, средний и нижний её отделы, представленные известняками), массивные ярусы девонской системы: верхний (залегает на глубинах от 100 до 600 м) и средний (от 600 до 800 м) отделы. Ниже расположен венд и рифей (занимающие пространство Подмосковной впадины Русской плиты ) верхнего протерозоя. В свою очередь, Русская плита является частью системы архея и протерозоя.

#### Сейсмология
Территория Перово (как и вся территория Москвы) расположена в границах Русской плиты, на северной границе (разломе кристаллического фундамента) зоны грабенообразной Подмосковной впадины. Глубина залегания фундамента Русской плиты под районом «Перово» — около 2000 м. В пределах Московской синеклизы докембрийский складчатый фундамент залегает на глубине 1—2 км.

#### Гляциология
Территория современного района «Перово» расположена на территории низменности и холмистых гряд, сложенных ледниковыми наносами. Территория района (как и территория современной Москвы) входила в область древнего оледенения Европы, движение льда по которой было направлено с северо-запада (от восточных склонов Скандинавских гор) на юго-восток (южная часть Мещеры, Черноземье).

### Гидрография
На территории района «Перово» расположено 2 технических водоёма и 2 ландшафтных: два пожарных пруда на территории мазутного хозяйства ТЭЦ № 11 (расположенного в начале Перовской ул.), Советский (Перовский) и Владимирский пруды соответственно.
Советский пруд (Перовский) — один из старых водоёмов в Перово (выкопан около 1860 г.). Площадь пруда) составляет 0,7 га. Наименования водоёма связаны с названиями близлежащих улиц, располагавшихся ранее в юго-западной части города Перово, на территории нынешней улицы Лазо. Так, улица Лазо до 1967 г. именовалась Советской улицей.
Владимирский пруд — пруд в бассейне реки Нищенка. Назван по Владимирским улицам и Владимирскому посёлку, располагавшемуся вдоль Владимирского шоссе (ныне — ш. Энтузиастов). Прежние названия водоёма: пруд Хлудова (при даче Баулина).
Река Нищенка — река, бо́льшая часть длины которой заключена в коллекторы. По территории района «Перово» Нищенка протекает вдоль путей Малого кольца МЖД по территории завода «Нефтепродукт». Река выходит на поверхность вблизи парка «Перово-4» ст. Перово и далее заключена в непротяжённые коллекторы: под железнодорожными путями парка «Перово-4», под железнодорожными путями главного хода Казанского направления Московской железной дороги. Далее река Нищенка проходит в границах района «Лефортово».
Нищенка является одной из самых загрязнённых рек Москвы. В частности, отмечается превышение содержания в водах Нищенки нефтепродуктов, хлоридов и других химических соединений, используемых и получаемых в промышленности. Река используется для сплава снега, который убирается с прилегающих территорий.
- Советский пруд. На заднем плане — кинотеатр «Владивосток»
- Владимирский пруд. На заднем плане — ш. Энтузиастов, 46 стр. 3
- Река Нищенка близ портала коллектора под главным ходом Горьковского направления МЖД

### Структура территории

#### Планировка
=
На территории района «Перово» расположено 30 улиц. Основные улицы района: шоссе Энтузиастов, улица Плеханова, Зелёный проспект, 1-я Владимирская, Новогиреевская, Металлургов, Перовская улицы.
Район «Перово» имеет линейную планировку, по которой улицы расположены по направлению с севера на юг (от шоссе Энтузиастов, через Зелёный проспект, к Перовской и Кусковской улицам) и с запада на восток (шоссе Энтузиастов, Федеративный и Зелёный проспекты, Металлургов, Утренняя, Братская улицы, 2-й и 4-й проезды Перова Поля). Однако линейная планировка имеет отклонения от расположения основных улиц. Данное явление связано с исторической планировкой местности вокруг села (позже города) Перово. Так улица Лазо и улица Перовская (в западной части района «Перово») имеют линейную планировку, отклонённую от основной (Зелёный проспект, шоссе Энтузиастов) на 45°. Перовская улица пересекает в южной части района «Перово» Владимирские улицы под углом.
Планировка Перова сложилась к XX в. В посёлках Владимирский, Первомайский и деревне Олешино уже была развита линейная планировка. В южной части Перова улицы располагались под тем же углом (по отношению к Владимирской дороге), что и ныне улица Лазо.

#### Территория и границы
Район «Перово» находится в пределах Восточного административного округа Москвы.
На севере район Перово граничит с районом «Соколиная Гора» по шоссе Энтузиастов на участке от Данга́уэровского путепрово́да (на западе) до Четвёртого транспортного кольца (на востоке); с районом «Измайлово» по шоссе Энтузиастов на участке от Четвёртого транспортного кольца (на западе) до Терлецкого проезда (на востоке).
Восточная граница («Перово» — «Ивановское» и «Перово» — «Новогиреево») проходит в следующем порядке расположения улиц в муниципальном образовании «Перово» в направлении с севера на юг: Терлецкий проезд, улица Металлургов (участок рядом с Терлецким парком), 9-й проспект Новогиреева до перекрёстка с Зелёным проспектом.
Южная граница проходит по Зелёному проспекту до западного вестибюля станции «Перово» Калининской линии Московского метрополитена имени В. И. Ленина. Далее район «Перово» граничит с районом «Новогиреево» по 2-й Владимирской улице, Перовской (на участке от 2-й Владимирской улицы до здания Перовского ЗАГСа) и Коренной улице. Юго-восточная граница между Перовской и Коренной улицами проходит через жилые кварталы, далее — совпадает с границей Перовского ПКиО.
Юго-западная часть района граничит с районом «Нижегородский» по участку Горьковской линии МЖД, западная часть — с районом «Лефортово» по Казанской линии МЖД (в частности, железнодорожная станция «Перово» и МЛРЗ).

#### Территориальное деление
Территория района «Перово» включает в себя 27 территориальных единиц: 24 жилых микрорайона, 2 промышленные зоны 
(№ 22 «Соколиная гора» и № 54 «Прожектор») и 1 коттеджный посёлок (на Терлецком проезде).
В нижеприведённой таблице (расположена в скрытом блоке) приведены данные по каждому микрорайону района Перово.
Микрорайоны Перово:
| Микрорайон                            | Границы                                                                          | Количество строений |
| ------------------------------------- | -------------------------------------------------------------------------------- | ------------------- |
| Первый микрорайон Перова              | ул. Аносова — ул. Плющева; Перовская ул. — Мастеровая ул.                        | 13 строений         |
| Второй микрорайон Перова              | ул. Аносова — ул. Плющева; Мастеровая ул.                                        | 28 строений         |
| Третий и четвёртый микрорайоны Перова | ул. Плющева — ул. Плеханова; Кусковская ул., ул. Аносова — Перовская ул.         | 50 строений         |
| Шестой микрорайон Перова              | ул. Плеханова — ул. Лазо; Перовская ул. — Кусковская ул.                         | 41 строение         |
| Седьмой микрорайон Перова             | ул. Плеханова — ул. Лазо Зелёный пр-т — Перовская ул.                            | 11 строений         |
| Восьмой микрорайон Перова             | ул. Лазо — 1-я Владимирская ул. Зелёный пр-т — Перовская ул.                     | 10 строений         |
| 66-й микрорайон Владимирского посёлка | 3-й пр. Перова поля — 1-я Владимирская ул. ш. Энтузиастов — Зелёный пр-т         | 26 строений         |
| 67-й микрорайон Владимирского посёлка | 1-я Владимирская ул. — 2-я Владимирская ул. ш. Энтузиастов — ул. Металлургов     | 34 строения         |
| 11-й микрорайон Перова                | 1-я Владимирская ул. — 2-я Владимирская ул. Федеративный пр-т — Зелёный пр-т     | 24 строения         |
| 12-й микрорайон Перова                | 1-я Владимирская ул. — 2-я Владимирская ул. ул. Металлургов — Федеративный пр-т  | 12 строений         |
| 13-й микрорайон Перова                | 1-я Владимирская ул. — 2-я Владимирская ул. Зелёный пр-т — Братская ул.          | 10 строений         |
| 14-й микрорайон Перова                | 1-я Владимирская ул. — 2-я Владимирская ул. Братская ул. — Перовская ул.         | 16 строений         |
| 15-й микрорайон Перова                | ул. Лазо — граница района Новогиреево Перовская ул. — граница района Новогиреево | 18 строений         |
| 21-й микрорайон Перова                | 2-я Владимирская ул. — 3-я Владимирская ул. Федеративный пр-т — Зелёный пр-т     | 24 строения         |
| 22-й микрорайон Перова                | 2-я Владимирская ул. — 3-я Владимирская ул. ул. Металлургов — Федеративный пр-т  | 13 строений         |
| 68-й микрорайон Владимирского посёлка | 2-я Владимирская ул. — 3-я Владимирская ул. ш. Энтузиастов — ул. Металлургов     | 41 строение         |
| 23-й микрорайон Перова                | 3-я Владимирская ул. — Новогиреевская ул. Федеративный пр-т — Зелёный пр-т       | 24 строения         |
| 24-й микрорайон Перова                | 3-я Владимирская ул. — Новогиреевская ул. ул. Металлургов — Федеративный пр-т    | 16 строений         |
| 69-й микрорайон Владимирского посёлка | 3-я Владимирская ул. — Новогиреевская ул. ш. Энтузиастов — ул. Металлургов       | 39 строений         |
| 29-й микрорайон Перова                | Новогиреевская ул. — 9-й пр-т Новогиреево Федеративный пр-т — Зелёный пр-т       | 29 строений         |
| 30-й и 31-й микрорайоны Перова]       | Новогиреевская ул. — 9-й пр-т Новогиреево ул. Металлургов — Федеративный пр-т    | 30 строений         |

Территория района «Перово» для корректной работы органов избирательных комиссий поделена на 35 участков (по состоянию на 2005 г.): с № 1110 (на территории микрорайона № 1 на ул. Аносова) по № 1145 (на территории микрорайонов № 30—31 на Зелёном пр-те). Для выборов 8 сентября 2013 г. территория района была поделена на 38 избирательных участков (с № 1150 по № 3680).

#### Почтовое деление
В настоящее время территория района «Перово» поделена между 7 отделениями связи (отделениями «Почты России»): № 123, 141, 397, 398, 399, 401, 524. Индекс всех адресов района — 111ХХХ. Все почтовые отделения района принадлежат ММП-1.
Условные обозначения для карты слева: цифрами обозначены современные индексы, буквами — почтовые зоны, действовавшие с 1960-х по 1980-е гг.
Условные обозначения для карты справа: цифрами обозначены современные индексы. В цветовом кружке цифра указывает на номер ММП.

### Биогеография

#### Флора
С точки зрения флористического районирования, территория района «Перово» расположена в пределах территории Циркумбореальной (Евросибирско-Канадская) области, которая в свою очередь находится в составе Голарктического царства и Бореального подцарства. Область охватывает северную часть материков Евразии и Северной Америки (Канада).

#### Фауна
Территория района «Перово» расположена в пределах Европейско-Обской подобласти Европейско-Сибирской области Палеарктического подцарства царства Арктогея. В Перове представителей фауны можно встретить как в жилом массиве, так и на озеленённых и парковых территориях, расположенных в пределах Перова. Среда обитания других представителей животного мира уже — лесные, парковые территории (за исключением одомашненных животных).

##### Орнитофауна
На территории Перова обитают многочисленные виды птиц — представителей орнитофауны. На территории Терлецкого парка и на территориях, прилежащих к Дубраве (жилые и озеленённые массивы по восточной границе района «Перово») обитают огарь (лат. Tadorna ferruginea), кряква (лат. Anas platyrhynchos), свиязь (лат. Anas penelope), хохлатая чернеть (лат. Aythya fuligula), гоголь (лат. Bucephala clangula), тетеревятник (лат. Accipiter gentilis), перепелятник (лат. Accipiter nisus), чеглок (лат. Falco subbuteo), камышница (лат. Gallinula chloropus), озёрная (лат. Larus ridibundus) и сизая чайка (лат. Larus canus), речная крачка (лат. Sterna hirundo), сизый голубь (лат. Columba livia var. urbana), чёрный стриж (лат. Apus apus, желна (лат. Dryocopus martius), большой пёстрый (лат. Dendrocopos major) и малый пёстрый дятел (лат. Dendrocopos minor), белоспинный дятел (лат. Dendrocopos leucotos), воронок (лат. Delichon urbicum), белая трясогузка (лат. Motacilla alba), обыкновенный жулан (лат. Lanius collurio), иволга (лат. Oriolus oriolus), скворец (лат. Sturnus), грач (лат. Corvus frugilegus), сорока (лат. Pica pica), галка (лат. Corvus monedula), серая ворона (лат. Corvus cornix), ворон (лат. Corvus corax), речной сверчок (лат. Locustella fluviatilis), садовая камышовка (лат. Acrocephalus dumetorum), зелёная пересмешка (лат. Hippolais icterina), славка-черноголовка (лат. Sylvia atricapilla), садовая (лат. Sylvia borin) и серая славка (лат. Sylvia communis), славка-мельничек (лат. Sylvia curruca), пеночка-весничка (лат. Phylloscopus trochilus), пеночка-теньковка (лат. Phylloscopus collybita), пеночка-трещотка (лат. Phylloscopus sibilatrix), зелёная пеночка (лат. Phylloscopus trochiloides), мухоловка-пеструшка (лат. Ficedula hypoleuca), серая мухоловка (лат. Muscicapa striata), зарянка (лат. Erithacus rubecula), соловей (лат. Luscinia luscinia), рябинник (лат. Turdus pilaris), чёрный (лат. Turdus merula) и певчий дрозд (лат. Turdus philomelos), ополовник (лат. Aegithalos caudatus), пухляк (лат. Poecile montanus), лазоревка (лат. Cyanistes caeruleus), большая синица (лат. Parus major), поползень (лат. Sitta europaea), обыкновенная пищуха (лат. Certhia familiaris), домовый (лат. Passer domesticus) и полевой воробей (лат. Passer montanus), зяблик (лат. Fringílla coélebs), обыкновенная зеленушка (лат. Carduelis chloris), чиж (лат. Carduelis spinus), щегол (лат. Carduelis carduelis), обыкновенная чечётка (лат. Carduelis flammea), обыкновенная чечевица (лат. Carpodacus erythrinus), снегирь (лат. Pyrrhula pyrrhula), дубонос (лат. Coccothraustes), обыкновенная овсянка (лат. Emberiza citrinella), камышовая овсянка (лат. Emberiza schoeniclus).
Вблизи Зелёного проспекта обитают деревенская ласточка (лат. Hirundo rustica), свиристель (лат. Bombycilla garrulus), обыкновенная горихвостка (лат. Phoenicurus phoenicurus), ополовник (лат. Aegithalos caudatus), лазоревка (лат. Cyanistes caeruleus) и другие. На территории 3, 4, 6 микрорайонов Перова и Перовского ПКиО обитают такие виды, как пустельга (лат. Falco), жёлтая трясогузка (лат. Motacilla flava), малая мухоловка (лат. Ficedula parva) и другие.

#### Млекопитающие
Большинство представителей класса млекопитающих (лат. Mammalia) обитает в зелёных массивах (Измайловский природно-исторический парк, Кусковский лесопарк).

### Климат
В большинстве случаев преобладают западные ветра, за год роза ветров периодически изменяется. В январе ча́сты ветры юго-западного (20 % от общего числа наблюдений без штилей), южного (16 %) и юго-восточного (15 %) направлений, в апреле — южного (17 %), юго-западного (16 %) и западного (15 %) направлений, в июле направление ветра сменяется на северо-западное (до 22 %), западное (16 %) и северное (17 %), в октябре — юго-западное (21 %), западное (18 %) и северо-западное (17 %).
В 1976 году на территории Перова было зафиксировано следующее распределение осадков по одному месяцу каждого сезона года: январь (зимний сезон) — 35 мм, апрель (весенний сезон) — 30-35 мм, июль (летний сезон) — 70-80 мм, октябрь (осенний сезон) — около 50 мм.
В среднем в пределах района «Перово» температура воздуха не опускается ниже −11C° (январь) и не поднимается выше +18C° (июль).

### Экология
Район «Перово» входит в список районов Москвы с неблагоприятной экологической обстановкой (наравне с районами «Соколиная Гора», «Преображенское» и другими, составляющими 41 % от всего состава Москвы).
В 1999 году Московский центр по гидрометеорологии и мониторингу окружающей среды опубликовал данные, по которым экология района «Перово» оценивалась как неблагоприятная. Лаборатория «Московский регион» в апреле 2004 г. оценила экологическое состояние на среднем уровне (схожая оценка у других районов Москвы: «Арбат», «Хамовники», «Тверской», «Донской», «Печатники», «Рязанский», «Дорогомилово», «Останкинский» и др.). По оценке Экостандарта, в экологическом рейтинге районов Москвы «Перово» входит в группу районов с неблагоприятной обстановкой.

#### Атмосферное загрязнение
В районе расположено две промзоны, на одной из которых расположена ТЭЦ-11, принадлежащая «Мосэнерго». По данным ГПБУ «Мосэкомониторинг» в 2008 году тепловые энергетические станции произвели выброс 28073 т загрязняющих веществ в атмосферу. К 2012 г. количество выбросов увеличилось до 36 640,59 тонн. Исходя из приведённых данных, Департамент природопользования и охраны окружающей среды города Москвы указывает на то, что основной причиной загрязнения атмосферы районов Москвы является деятельность ТЭЦ и РТС.
Помимо предприятий «Мосэнерго», Департамент к источникам выбросов загрязняющих веществ относит и предприятия «МОЭК» (в частности, РТС). По Москве за 2012 г. зафиксирован результат в 6337,6 тонн. В Перове в период программы проведения природоохранные мероприятий, направленных на сокращение выбросов загрязняющих веществ в атмосферу, была проведена замена поверхностей нагрева и конвектива котла на РТС «Перово», что дало последующий результат — снижение валовых выбросов на 5 %. С 2012 г. ТЭЦ-11 и РТС «Перово» передают данные Автоматизированных систем локального экологического мониторинга в информационно-аналитический центр Единой государственной системы экологического мониторинга города Москвы.
По данным Доклада Департамента от 2012 г. атмосфера района «Перово» находится под влиянием Кусковского завода консистентных смазок (юго-восточная часть — 15-й квартал Перова и Перовский ПКиО).

#### Шумовое загрязнение
В Перове основными источниками шумового загрязнения являются объекты транспортной инфраструктуры: железнодорожный и автомобильный транспорт. В частности: Горьковское направление МЖД (71-71 дБА), Казанское направление МЖД (71-71 дБА) и шоссе Энтузиастов (связано с проведением реконструкции, производимой с 2012 г.). В целях снижения шума от автотранспорта Департаментом была проведена замена существующих оконных и балконных блоков на шумозащитные блоки на фасадах зданий, обращённых к шоссе Энтузиастов.
Проблема акустического загрязнения в районе станции «Перово» в частности связана с круглосуточным функционированием бывшей станции «Москва-Сортировочная-Рязанская», ставшей позже парком «Перово-4» (сортировочные горки).

#### Почвенное загрязнение
Промышленный район «Перово» входит в число районов с высокими показателями загрязнения почв химическими элементами. В почвах обнаружены серебро, медь, цинк, вольфрам, висмут, свинец, кадмий, олово. Содержание ртути в почве — на уровне 0,5—1 ПДК (0,5—1,2 мг/кг), цинка — 1—2 ПДК (110—440 мг/кг), меди — 1—2 ПДК (66—264 мг/кг), свинца — до уровня 1 ПДК (65—130 мг/кг).
Загрязнение почв района стойкими органическими загрязнителями: ПХБ — 0,02275 мг/кг; уровень ПХБ в районе ш. Энтузиастов превышен в 2 раза; загрязнение почв полиароматическими углеводородами — 2231 мкг/кг (точка мониторинга на шоссе Энтузиастов), 2643 мкг/кг (точка мониторинга на Зелёном проспекте), содержание пестицидов (ДДТ и его изомеров и метаболитов) — 64,79 мкг/кг.

#### Радиоактивное загрязнение
В период с 1982 по 1992 гг. на территории района «Перово» было выявлено 5 локальных участков радиоактивного загрязнения с МЭДГИ в пределах 0,001—0,1 Р/ч, 3 локальных участка с МЭДГИ в пределах до 0,001 Р/ч.

## Население
| 2002     | 2009     | 2010     | 2011     | 2012     | 2013     | 2014     |
| -------- | -------- | -------- | -------- | -------- | -------- | -------- |
| 135 095  | ↗146 000 | ↘139 351 | ↗139 428 | ↗139 942 | ↗140 098 | ↗140 669 |
| 2015     | 2016     | 2017     | 2018     | 2019     | 2020     | 2021     |
| ↗140 762 | ↗140 923 | ↘140 714 | ↗140 783 | ↗140 968 | ↗141 269 | ↘137 362 |
| 2023     | 2024     |          |          |          |          |          |
| ↘135 315 | ↘134 308 |          |          |          |          |          |

По данным переписи населения 2002 г., официально в районе «Перово» было зарегистрировано 135 095 человек (среди которых 61 773 мужчины (45,726 %) и 73 322 женщины (54,274 %)). По состоянию на 1 сентября 2009 г. в Перове проживали 146,0 тысячи человек, из которых 16,23 тысячи человек — дети. По данным Мосгорстата, население муниципального образования «Перово» в 2011 году изменилось следующим образом: прибыло 1129 человек, выбыло 358 человек и миграционный прирост составил 771 человек.

### Национальный состав
По итогам переписи населения 2020 года проживали следующие национальности (национальности менее 0,1 % и другое, см. в сноске к строке «Другие»):
| Национальность | Численность, чел. | Доля     |
| -------------- | ----------------- | -------- |
| Русские        | 90 425            | 65,83 %  |
| Татары         | 698               | 0,51 %   |
| Армяне         | 479               | 0,35 %   |
| Украинцы       | 365               | 0,27 %   |
| Узбеки         | 222               | 0,16 %   |
| Азербайджанцы  | 216               | 0,16 %   |
| Грузины        | 169               | 0,12 %   |
| Евреи          | 151               | 0,11 %   |
| Другие         | 44 637            | 32,49 %  |
| Итого          | 137 362           | 100,00 % |

## Официальные символы
С 12 декабря 2004 г. утверждённый флаг Перова является официальным символом муниципального образования «Перово».
Флаг представляет собой прямоугольное полотнище в пропорциях 2:3. В центре флага на зелёном фоне изображены золотой охотничий рожок и белое перо. Их изображения не случайны: Перово ранее было охотничьем угодьем. Перо символизирует тетеревов, на которых и велась охота, а рожок — атрибут самих охотников.
Герб утверждён 10 июля 1997 г.
Герб представляет собой зелёный щит московской формы с перекрещенными золотым рожком и серебряным пером. Под щитом на золотой ленте надпись зелёными буквами: «ПЕРОВО». Серебряное перо символизирует название муниципального образования, произошедшее от имени села (а затем — и подмосковного города) Перово. По легенде (достоверность которой подтверждается именем ещё одной деревни, располагавшейся на территории муниципального образования — Тетеревники), название «Перово» произошло от некогда проводившейся в этих местах охоты на боровую дичь. Символом охоты выступает золотой рожок, а зелёное поле символизирует густые леса, некогда покрывавшие местность.

## Происхождение названия
Первые сведения об этой местности относятся к XVI в., когда здесь стояло село Тетеревники с церковью Успения Богородицы.
Топоним «Перово» свидетельствует об охотничьих и промысловых корнях этой местности. Здесь проживали великокняжеские тетеревники — охотники, обслуживавшие птичью охоту на тетеревов. Проходила в окрестностях Тетеревников царская охота. Поэтому на флаге и гербе района изображены серебряное перо и золотой охотничий рожок.

## История
Перово ведёт свою историю с возникновения известной с XIV века пустоши Перово, располагавшейся на месте современной Перовской улицы. Во 2-й половине XVII века возникает село Перово, и с 1678 года Перово значится уже не пустошью, а сельцом. В середине XIX века Перово становится дачным местом и в 1862 году получает статус дачного посёлка.
В XIX веке на территории современного района «Перово» — помимо сёл — располагались звериная травля, дачи Шмакова, Полякова, суконная фабрика (1818 г.). Травля была переведена с Тверского тракта на Владимирский в 1830-е годы, закрыта по распоряжению московского губернатора в 1860-х гг. Звериная травля в XIX в. представляла собой совокупность дворов-скотобоен, на которых производилось сдирание кожи с животных. Процесс убийства животных был публичным, собирал большое количество зрителей.
В 1925 году был образован город Перово, объединивший территории посёлка Перово и села Пекуново, а в 1960 году город Перово вошёл в состав Москвы; ещё до этого к Москве были присоединены посёлки Владимирский и Перово Поле.

### Село Пекуново
Село Пекуново располагалось в районе современного Федеративного проспекта (западная часть: от 1-й до 2-й Владимирских улиц). Точных данных о появлении села и его сноса нет. На топографической карте окружности Москвы 1818 года Пекуново обозначено квадратным в плане селом. Сельцо построено в виде правильного квадрата с площадью в центральной части. По состоянию на 1838 г. в селе Пекуново располагалось 12 дворов, к 1839 г. — 11 дворов. Через Пекуново проходила дорога из села Перово к Владимирской дороге, к даче Полякова (район современного перекрёстка шоссе Энтузиастов с 1-й Владимирской улицей) (с юга на север соответственно), дорога в Тетеревники и дорога между дачей Давыдова и селом Гиреево (с запада на восток соответственно).

### Село Перово
Село Перово возникло на месте упоминающейся ещё в XIV в. «пустоши Пирогово (Перово тож)». В XVI в. Пирогово, Бортное и Тетеревники — первое село в местности Перова — принадлежали служилому дворянину Никите Гавриловичу Спасителеву. В 1576 году владения Спасителева переходят братьям Шокуровым: Михаилу и Роману. Возникшее во второй половине XVII века село Перово до 1732 г. было владением князей Голицыных, затем — загородной царской усадьбой (до 1753 г.), потом — обычным селом и (с 1862 г.) дачным посёлком.

### Город Перово (1925—1960 гг.)
В 1925 году посёлок Перово становится городом; в 1930-е годы в состав г. Перово вошли город Кусково, дачные посёлки Новогиреево, Чухлинка и Плющево, а также село Карачарово. Территория, занимаемая городом Перово, не совпадала с территорией нынешнего района и занимала лишь южную его часть (а также бо́льшую часть района «Новогиреево»). В северной части современной территории района «Перово» располагался Владимирский посёлок, в 1930-е годы вошедший в состав Москвы. На плане Москвы 1952 года граница между Москвой и городом Перово показана по Ленинградской улице (ныне — Перовская улица), 1-й Владимирской улице и Пионерской улице (современная улица Металлургов); далее граница Москвы поворачивала на север и по Новогиреевскому шоссе (современная Новогиреевская улица) выходила к шоссе Энтузиастов.

### В составе Москвы
18 августа 1960 г. Указом Президиума Верховного Совета РСФСР была установлена новая граница Москвы, проходившая по строящейся в это время Московской кольцевой автомобильной дороге (МКАД). Город Перово был включён в состав Москвы, и вся территория нынешнего района «Перово» оказалась в пределах городской черты.
Некоторое время район существовал как Перовский район (Москва).
В ходе административной реформы 1991 г. был создан муниципальный округ «Перово», в состав которого вошла часть территории существовавшего ранее города; остальная территория была поделена между муниципальными округами «Нижегородский», «Рязанский», «Вешняки» и «Новогиреево». В 1995 году все муниципальные округа были преобразованы в одноимённые районы. Район «Перово» образован 5 июля 1995 г., внутригородское муниципальное образование «Перово» — 15 октября 2003 г.

## Архитектура
Архитектурный приоритет — жилая застройка района стандартными пятиэтажными, восьмиэтажными, девятиэтажными и прочими домами по серийным проектам (панельные жилые дома серий I-515, I-511, I-511/37, а также блочные жилые дома серий I-510, I-511 и другие). Вдоль 2-й Владимирской улицы характерны девятиэтажные одноподъездные блочные жилые дома серии II-18-01/09 (сооружённые во второй половине 60-х годов XX в.). В западной части Зелёного проспекта расположен сохранившийся до наших дней Немецкий городок. В 2001 году на Новогиреевской улице возведён комплекс 3 высотных жилых зданий серии И-02/98-НМ.
В 2011 году в приложении «Старая Москва. Инвентаризация» к журналу «Проект Россия» были опубликованы некоторые здания, входящие в состав жилищного фонда Перова: жилые дома серий К-7 (панельный) и I-335 (панельный) на территории 23-го микрорайона Перова. Перечисленным зданиям дана нумерация 10.1 и 10.2 соответственно.
В настоящее время площадь жилищного фонда Перова составляет 2 243,8 тысячи м². Средняя обеспеченность общей площадью жилищного фонда на одного жителя составляет 20,2 м². В период 2000-х годов на территории района велась комплексная реконструкция жилой застройки панельного пятиэтажного ветхого фонда. По состоянию на 2013 г. в соответствии с постановлением Правительства Москвы от 27.09.2011 № 454-ПП "Об утверждении Государственной программы города Москвы на среднесрочный период (2012—2016 гг.) «Жилище» в муниципальном образовании «Перово» сносу подлежит один жилой дом на улице Плющева.

### Немецкий городок в Перове
Немецкий городок в Перове (в Перово Поле) — сохранившийся архитектурно-парковый комплекс в Перове послевоенного периода (1945—1946 гг.), расположенный в бо́льшей части на Зелёном проспекте. В послевоенный период в Москве было возведено несколько архитектурных ансамблей малоэтажной жилой застройки: в Измайлове, Люблине, Тушине, Текстильщиках, Курьянове, Северном и других частях Москвы, а также вдоль Хорошёвского и Дмитровского шоссе. Архитекторами жилых комплексов в Перово Поле и Измайлове выступили М. В. Лисициан (1913—1998), А. В. Арефьев (1912—1979), Г. Г. Малян (1910—1951). Главная цель проекта заключалась в строительстве недорогих многоквартирных домов для дальнейшей продажи квартир в них москвичам в короткие сроки. Всего было сооружено 33 корпуса, однако в настоящее время от сооружённых по проекту недорогих трёхэтажных жилых домов сохранились только два жилых строения по 1-й Владимирской улице. В 1952 году на территории Немецкого городка располагалось 60 зданий постройки военнопленными из Германии, советскими заключёнными, вольнонаёмными строителями. Территориально комплекс Немецкого городка в Перове располагался между Зелёным проспектом, Ленинградской (ныне — Перовская улица), Октябрьской (участок современной 1-й Владимирской улицы от Зелёного проспекта до Перовской улицы) улицами и между Владимирской первой улицей, Зелёным проспектом, проездами (ныне — 3-й и 4-й проезды Перова Поля).
На территории Немецкого городка в Перове были сооружены несколько детских садов. До ныне сохранилось здание учреждения на 1-й Владимирской улице, дом 26б. Авторы проекта: член-корреспондент Академии архитектуры СССР А. В. Арефьев при участии архитектора К. Н. Малышевой. Ещё одно дошкольное учреждение располагалось в квартале между Зелёным проспектом и Перовской улицей. По сохранившимся фотографиям и планам известно, что детский сад на Зелёном проспекте был двухэтажным зданием с раздевальней, групповыми комнатами, кабинетом врача, кухней, сушилкой, верандой (на первом этаже) и музыкальным залом (на втором этаже). В интерьере комнат присутствовала художественная лепнина.
Немецкий городок территориально сократили при строительстве многоэтажных панельных домов типа П-30-1/12 в 8-м квартале района «Перово» в период с 1980 по 1997 гг.. Название жилой квартал получил по немецким военнопленным, участвовавшим вместе с советскими рабочими в строительстве «Немецкого городка».

- Дом на 1-й Владимирской улице
- Двор немецкого дома
- Дом на Зелёном проспекте

### Здания культурных, религиозных и общественных объектов
- Храм иконы Божией Матери «Знамение» — храм, принадлежащий к Преображенскому благочинию Московской городской епархии Русский Православной церкви. Расположен на улице Лазо (55°44′35″ с. ш. 37°46′23″ в. д.HGЯO). Церковь условно относят к направлению «голицынского барокко». Её прообразом считается перестроенный Нарышкиными собор Высокопетровского монастыря. По легенде, существующей с XVIII в., в 1742 году в церкви была тайно обвенчана императрица Елизавета Петровна (1709—1761 (1762)) с певчим Алексеем Розумом (1709—1771). Сторонники легенды ссылаются на собственноручно вышитые Елизаветой «возду́хи», долгое время сохранявшиеся в знаменской церкви. Также в пользу этой легенды может свидетельствовать факт покупки Елизаветой села в 1743 году и строительства в нём дворца, преподнесённого в дар Разумовскому. С 2000 г. церковь приписана к Храму Рождества Иоанна Предтечи в Ивановском.

- Здание кинотеатра «Слава» сооружено на территории Владимирского посёлка по типовому проекту архитектора И. В. Жолтовского (1867—1959) в 1957 году (шоссе Энтузиастов, д. 58 (55°45′42″ с. ш. 37°46′23″ в. д.HGЯO)). По тому же проекту сооружены и некоторые другие кинотеатры Москвы: «Буревестник» (на Коровьем Валу) и «Победа» (на Абельмановской улице). Кинотеатр сгорел в 2007 г.[83][84] В 2009 году Мэрией Москвы был создан проект по реконструкции кинотеатра до 2014 г.[85] По состоянию на 2014 год здание «Славы» находится в аварийном состоянии, реконструкция не начата.
- Здание дворца творчества детей и молодёжи «Восточный» (ранее — Дворец юных пионеров Перовского района) — комплекс сооружений на 1-й Владимирской улице, на территории 66-го квартала Владимирского посёлка (55°45′14″ с. ш. 37°46′31″ в. д.HGЯO). Архитекторы: Ю. Н. Коновалов (род. 1935) и И. К. Чалов (род. 1945) (сооружён в период 1983—1987 гг.).
- Бывшее здание кинотеатра «Владивосток» расположено на улице Лазо, западнее границ Перовского ПКиО (55°44′37″ с. ш. 37°46′26″ в. д.HGЯO). Кинотеатр был перестроен к сентябрю 2022 года в «Московский театр иллюзий».
- Здание Дома Культуры «Компрессор» (ранее — клуба «Пролетарий») — памятник архитектуры авангарда на территории района «Перово». Сооружён в 1927—1929 гг. по проекту архитектора В. М. Владимирова. Расположен в западной части Перова — шоссе Энтузиастов, 28 (55°45′07″ с. ш. 37°43′20″ в. д.HGЯO).
- Здание фабрики — кухни — ресторана № 3 — утраченное архитектурное сооружение. Построено в 1935 году для жилого городка при Прожекторном заводе им. Л. М. Кагановича. Архитекторы: В. Я. Мовчан, Н. С. Полюдов. Здание располагалось восточнее 1-й Владимирской улицы (55°45′27″ с. ш. 37°46′18″ в. д.HGЯO).

- Кинотеатр «Слава» (2006 г.)
- Дворец творчества «Восточный»
- Кинотеатр «Владивосток» (2006 г.)

## Достопримечательности

### Памятники
В районе «Перово» расположено 9 памятников и 3 мемориальные доски. Все памятники муниципального образования «Перово» находятся под охраной Перовского отделения города Москвы Всероссийского общества охраны памятников истории и культуры.
Памятник «Металлурги» — установлен в 1970 г.; скульптор: Н. Львов

Памятник участникам Московского декабрьского вооружённого восстания 1905 года

Памятник погибшим в Великой Отечественной войне — на территории Вентиляторного завода

Памятник воинам-работникам завода «Салют»

Памятник воинам-работникам Прожекторного завода — монумент установлен в 1970 г.

Памятник О. В. Кошевому

Памятник членам ВКП(б) — установлен в 1927 году членами ВКП(б) МЛРЗ.

Бюст В. И. Ленина

Памятник В. И. Ленину
Памятный знак на месте расстрела перовских железнодорожников в 1905 году

Памятная доска на улице Лазо

Мемориальная доска на школе № 443 — установлена в 1982 году.
На территории Перова расположено 2 памятника археологии: село Пекуново и село Перово (в том числе грунтовый могильник у церкви Знамения в селе Перово). Однако на территории района не найдены исторические артефакты (ближайшие места находок — Федеративный пр-т на территории района «Новогиреево», где найден каменный топор, и район платформы «Андроновка» на территории Нижегородского района, где найдены обработанные кремни).

## Парки, скверы и общественные пространства
На территории Перова расположен парк «Перовский» и несколько скверов.
ПКиО «Перовский» — единственный парк в границах района. Очертания будущего парка появились ещё в середине XVIII века на территории усадьбы Перово. Парк был разбит по проекту архитектора Франческо Растрелли, он же спроектировал дворцовую усадьбу — деревянный дворец в стиле барокко. В нём останавливалась императрица Елизавета Петровна, когда приезжала на охоту в Измайловский лес. В 1753 году дворец был разобрали и использовали для восстановления другой императорской резиденции — Головинского дворца на Яузе. В XX веке село Перово получает славу одного из первых дачных поселков Подмосковья, а парк в 1938 году — статус парка культуры и отдыха Перовского вагоноремонтного завода. После вхождения района в состав Москвы в 1960-х годах, парк становится «районным». Официальной датой открытия считается 28 марта 1951 года. На территории парка расположены церковь Знамения, построенная в 1705 году, а также стадион «Локомотив-Перово». Площадь современного парка — 15,5 Га. В 2012—2014 годах он был комплексно благоустроен: на территории обновили дорожно-тропиночную сеть, обустроили детские и спортивные площадки, установили новые МАФы. Перовский парк находится в ведении объединённой редакции «Мосгорпарка».
Сквер у Дворца творчества детей и молодёжи «Восточный» (ул. 1-я Владимирская, д. 20) появился летом 2018 года (до этого времени на территории ничего не было). Площадь перед культурно-досуговым учреждением зонировали, оборудовали детские и спортивные площадки, места для тихого отдыха. Дорожки проложили заново и заасфальтировали. Центральным элементом зоны отдыха стал деревянный детский игровой комплекс в виде вигвама с разноуровневыми металлическими трубами-горками. Сквер у ДТиМ «Восточный» был благоустроен по результатам голосования жителей района на портале «Активный гражданин».
Сквер «Перовская слобода» — зелёная зона на территории 68-го микрорайона Владимирского поселка. Включает в себя сквер с сетью пешеходных дорожек, две детские игровые и спортивную площадки. Пространство было заложено в 1980-е годы и называлась «Детская слобода». Есть данные, что здесь 1985 году снимал фильм «Поездки на старом автомобиле» режиссёр Петр Фоменко. В 2019 году оно было благоустроено по программе создания комфортной городской среды «Мой район». С учётом пожеланий местных жителей на площадке обновили покрытие на площадках, на центральной дорожке уложили брусчатку, смонтировали новые игровые городки, установили новое спортивное оборудование и около полусотни новых фонарей, обустроили прогулочную зону под навесом.
Сквер у Владимирского пруда (также известен как Хлудовский пруд) — парковая территория у водоема, расположенная вблизи станции метро «Шоссе энтузиастов». Пруд искусственный, был выкопан и заполнен водой ещё в XVIII веке. Из-за нетипичной — длинной и продолговатой формы — получил народное название «огурец». Берега пруда забетонированы и оформлены травяными откосами. Есть ограждения, отделяющие воду от прогулочных асфальтовых дорожек. На пруду находится неиспользуемый причал (лодочная станция функционировал в 70-е года XX века). В 2018 году сквер вокруг пруда был частично обновлен: здесь установили бетонные антивандальные скамейки и парковые диваны, оборудовали спуски к воде, разбили цветники, велодорожку отметили специальной разметкой.

## Социальная сфера

### Образование
В системе образования муниципального образования «Перово» 21 дошкольное образовательное учреждение, 
17 средних образовательных учреждений, а также 2 гимназии.
На территории района «Перово» расположено 3 высших учебных заведения: МГГУ им. М. А. Шолохова, Институт театрального искусства им. Ершова и Московский институт управления. Кроме этого, в состав образовательной сферы муниципального образования «Перово» входят 3 колледжа: колледж архитектуры и менеджмента в строительстве № 17, медицинский колледж № 3, экономико-технологический колледж № 22.
В таблице, расположенной ниже (в скрытом блоке), приведены начальные и средние образовательные учреждения Перова.
| Номер детского сада    | Адрес учреждения      |
| ---------------------- | --------------------- |
| Детский сад № 73       | 3-я Владимирская, 14  |
| Детский сад № 354      | 1-я Владимирская, 14А |
| Детский сад № 374      | Перовская, 42Б стр 1  |
| Детский сад № 724      | Металлургов, 16       |
| Детский сад № 843      | Новогиреевская, 6     |
| Детский сад № 1031     | Перовская, 42А        |
| Детский сад № 1174     | Металлургов, 15 стр 1 |
| Детский сад № 1207     | Ш. Энтузиастов, 74/2  |
| Детский сад № 1216     | 1-я Владимирская, 15А |
| Детский сад № 1339     | Металлургов, 23/13    |
| Детский сад № 1518     | Перовская, 47 стр 1   |
| Детский сад № 1547     | 2-я Владимирская, 24  |
| Детский сад № 1622     | Перовская, 27         |
| Детский сад № 1760     | Лазо, 2А              |
| Детский сад № 1760 (2) | Перовская, 26А        |
| Детский сад № 1900     | Федеративный пр., 5А  |
| Детский сад № 1903     | Плющева, 11, стр. 1   |
| Детский сад № 1908     | 2-я Владимирская, 24А |
| Детский сад № 1910     | 2-я Владимирская, 33А |
| Детский сад № 2001     | Металлургов, 28А      |
| Детский сад № 2354     | Мастеровая, 13А       |

| Номер учреждения           | Адрес учреждения            |
| -------------------------- | --------------------------- |
| СОШ № 406                  | Зелёный пр., 59/17          |
| ГБОУ Школа № 2126 "Перово" | Плющева, 11А                |
| Средняя №2126              | Плющева, 13А                |
| Начальная № 2126           | Плющева, 14А                |
| СОШ № 423                  | Федеративный пр., 1А        |
| СОШ № 443                  | Ш. Энтузиастов, 72          |
| СОШ № 450                  | 3-я Владимирская, 30А       |
| СОШ № 635                  | Новогиреевская, 22А         |
| СОШ № 672                  | Зелёный пр., 14А            |
| СОШ № 681                  | 1-я Владимирская, 11/13     |
| Школа здоровья № 788       | Перовская, 24               |
| СОШ № 920                  | Перовская, 37               |
| СОШ № 1269                 | 3-я Владимирская, 26А       |
| ЦО № 1637                  | 3-я Владимирская, 12А       |
| Начальная № 1637           | Металлургов, 16А            |
| ЦО № 1852                  | 2-я Владимирская, 22А       |
| ЦО № 1852                  | Федеративный пр., 11/10     |
| ММГ                        | 3-я Владимирская, 5         |
| Начальная при ММГ          | Федеративный пр., 8А        |
| ДМШ № 99                   | 1-я Владимирская, 29 корп.1 |
| ДЮСШ № 57                  | Ш. Энтузиастов, 54 стр. 1   |

### Здравоохранение
В муниципальном образовании «Перово» расположено 2 поликлиники и фельдшерско-акушерский пункт; детская поликлиника (№ 17), 2 стоматологические поликлиники; 6 амбулаторно-поликлинических учреждений других типов. В районе находятся Московский клинический научно-практический центр (создан в июле 2013 года путём объединения Центрального научно-исследовательского института гастроэнтерологии, клинической больницы № 60 и клиники женского здоровья), станция переливания крови, диспансеры (врачебно-физкультурный № 16 и противотуберкулёзный № 21).

### Культура
В Перове расположены 4 дома культуры (в том числе «ДК Прожектор»), два кинотеатра («Слава» и «Владивосток»); однако ни один из них не функционируют. В Перове работают Дворец творчества детей и молодёжи «Восточный» (на 1-й Владимирской улице) и досуговый центр «Россия» (на улице Лазо).
В муниципальном образовании открыты 2 музея: Музей истории войны в Афганистане и краеведческий музей «Перово и окрестности». Музей истории войны в Афганистане расположен в доме 12/1 на 1-й Владимирской улице; был открыт в 1993 году по инициативе ветеранов афганской войны. Краеведческий музей открыт 27 декабря 2005 г. на базе библиотеки № 123. Основная составная часть музея: фотоматериалы и печатные издания по истории Перова.
На границе районов Перово и Новогиреево расположен музей Вадима Сидура, с 2018 года входящий в состав Московского музея современного искусства. Постоянная экспозиция музея состоит из работ скульптора и графика Вадима Сидура. Также в музее проходят временные выставки современного искусства, есть своя библиотека, коворкинг и книжный магазин.
В настоящее время на территории муниципального образования «Перово» расположено 5 публичных библиотек (в том числе 3 детские). Данные библиотеки приведены в нижеуказанной таблице (в скрытом блоке):
| № библиотеки                                                | Адрес                         |
| ----------------------------------------------------------- | ----------------------------- |
| Библиотека № 123                                            | 1-я Владимирская, 15, корп. 3 |
| Библиотека № 127                                            | Аносова, 3 корп. 2            |
| Детская библиотека № 75 (Культурный центр К. И. Чуковского) | Металлургов, 5                |
| Детская библиотека № 76 им. Э. Л. Войнич                    | Ш. Энтузиастов, 78, корп. 1   |
| Детская библиотека № 104                                    | Плеханова, 26, корп. 4        |

### Спорт
В Перове расположено 8 плавательных бассейнов и 2 стадиона («Локомотив-Перово» и «Авангард»), 35 муниципальных спортивных сооружений, одна ДЮСШ и культурно-спортивный клуб «Луч» (на 1-й Владимирской улице). Стадион «Авангард» открыт в 1954 г., «Локомотив» в Перовском парке — в 1940 г. Последний является домашним стадионом московского футбольного клуба «Локомотив-2». «Авангард» входит в состав спортивной базы МЧС. По состоянию на ноябрь 2012 года в Перове открыты 3 площадки для занятий воркаутом (англ. workout).

### Средства массовой информации

#### Печатные издания
В районе «Перово» издаются газеты «Наше Перово», «Вести Перово», «Перово. События и люди», «Будущее Перово».
«Наше Перово» издаётся с 1999 г., учредителем газеты стал В. И. Грачёв — первый глава района «Перово». Выход: ежемесячно, тираж — до 45 тысяч экз. В 2008 году был выпущен 100-й номер «Наше Перово».
Газета «Вести Перово» издаётся с 2003 г. Выходит 1 раз в месяц, тираж — до 45 тысяч экз. Основными целями и задачами газеты предполагаются информирование перовчан о событиях, происходящих на территории Перова и ВАО, демонстрация взаимодействия властей района с общественными организациями Перова. В 2005 году «Вести-Перово» стала победителем окружного смотра «Информируем из первых рук» в номинации «Лучшая районная газета».
В районе Перово располагается редакция Российской газеты «НМГ» — одно из периодических изданий России для медработников. «НМГ» была основана и зарегистрирована в Мининформпечати РФ в декабре 1992 года, издаётся c 1993 года.

## Общество

### Религия
Бо́льшая часть жителей района «Перово» — прихожане Русской Православной (66 %) церкви и безрелигиозные (15 %). Также на территории Перова проживает население, исповедующие и другие вероисповедания: ислам (2 %), другие православные церкви (армянская апостольская, грузинская, сербская и другие), буддизм, католицизм, протестантизм, иудаизм и другие.
Перово расположено в пределах Преображенского благочиния Московской городской епархии Русский Православной церкви. На территории района расположена одна православная церковь — Храм иконы Божией Матери «Знамение» в Перово.

### Преступность
Перово — один из криминальных районов Москвы. Уровень преступности в 2010 году составил 1—2 тыс. преступлений

## Власть

### Управа
Управа района «Перово» представляет собой территориальный орган исполнительной власти города Москвы, подведомственный Правительству Москвы.
В структуру управы района «Перово» входят: сектор по экономике, бухгалтерскому учёту и отчётности; служба по обеспечению режима секретности и мобилизационной подготовке; юридическая служба; сектор обеспечения работы с документами и обращениями заявителей в режиме «одного окна», а также непосредственные подчинённые главе управы муниципального образования: заместитель главы управы по вопросам строительства, землепользования, транспорта и связи; заместитель главы управы по вопросам экономики, потребительского рынка и услуг; заместитель главы управы по социальным вопросам.
В период с 2002 по 2009 года главой управы являлась Лариса Кузнецова.
После выхода Ларисы Кузнецовой на пенсию в 2009 году должность главы занял Всеволод Тимофеев.
После окончания полномочий Всеволода Тимофеева пост главы занял Роман Балдуев.
Пробыв год на должности главы Роман Балдуев был отстранён от должности и на смену ему пришёл Александр Довгопол.
В марте 2017 года Александр Довгопол был обвинён в мошенничестве в особо крупном размере и был незамедлительно отстранён от полномочий главы.
13 октября 2017 года Сергей Собянин назначил Дмитрия Плахих главой управы сроком на один год.
С 19 марта 2019 года по октябрь 2023 года занимал Дмитрий Филиппов.
С 23 октября 2023 года и по сей день пост главы занимает Сергей Салыков.

### Муниципалитет
В настоящее время главой муниципального образования является Андрей Тюрин.
Ранее Главой муниципального округа «Перово» г. Москвы являлся Алексей Космынин; главой администрации муниципального округа является Татьяна Васильевна Абрамова.
Структуру муниципалитета возглавляет глава муниципального округа «Перово»; также в структуру входят отдел бюджетного планирования, отдел по опеке, сектор по работе со служебной корреспонденцией и обращениями граждан. В подчинении отдела по опеки находятся две комиссии по делам несовершеннолетних и защите их прав, а также отдел по организации досуговой, социально-воспитательной, физкультурно-оздоровительной и спортивной работ населением.
Муниципалитетом официально опубликованы данные о числе состоящих на учёте в отделе по опеке, попечительству и патронажу муниципалитета района Перово: 103 недееспособных перовчанина, находящихся в разных категориях опеки муниципалитета.

## Экономика

### Магазины
Розничные сети Москвы
Торговая инфраструктура в Перове развита относительно слабо. На территории района расположено 257 магазинов розничной торговли: 16 супермаркетов (в их числе «Перекрёсток», «Пятёрочка», «Дикси» и др.), 14 специализированных продовольственных магазинов, 121 спец. непродовольственный магазин, 62 минимаркета и др.;
На территории района расположены 24 аптеки. В Перово расположены магазины сетей «Связной», «Подружка», «Fix Price» и др.
По данным Службы Государственной статистики, магазины на территории муниципального образования Перово занимают площадь в 54466 м², а супермаркеты — 11640 м²; крупнейший из последних — СуперЛента — расположен по адресу Перовская ул., 32.

### Недвижимость

#### Цены на жильё
В мае 2009 г. в рейтинге районов Москвы по цене жилья за 2009—2010 гг. район «Перово» занял 63-е место (по рейтингу РБК); он занимает 69-е место (по рейтингу Irn.ru). Средняя стоимость квартиры в районе «Перово» по состоянию на июль 2013 г. составляет 4 409$ за м².
По данным Инкома и портала Domania.ru средняя стоимость квартир в новых жилых домах в районе «Перово» составляет (тыс. руб./м²): 3-комнатные квартиры — 110, 2-комнатные квартиры — 124, однокомнатные квартиры — 130,5.
На вторичном рынке квартиры можно приобрести в диапазоне цен от 4 млн руб. (за 1-комнатную квартиру в недорогом квартале района) до 9 млн рублей (за трёхкомнатную квартиру).
Аренда жилых помещений в районе «Перово» (усреднённые цены, тыс. руб./месяц): однокомнатная квартира — 23, 2-комнатная квартира — 30, 3-комнатная квартира — 35.

### Промышленность
На территории района «Перово» расположено 2 промышленные зоны: № 22 «Соколиная Гора», № 54 «Прожектор». Перово — один из промышленных центров Москвы. Ведущие промышленные предприятия района: Московский прожекторный завод (основан в 1932 г.), НПП «Салют» (основан в 1942 г.), Московский электродный завод (основан в 1933 году), один из старейших предприятий Москвы завод «Компрессор» (основан прусским предпринимателем А. К. Дангауэром (нем. Heinrich Carl Dannhauer) в 1869 г.), Московский локомотиворемонтный завод (Перовские вагонные мастерские основаны в 1901 г.), завод «Нефтепродукт». Промышленные предприятия в Перове основаны в конце XIX в. — 1-й половине XX в. Большее количество предприятий специализируется на машиностроении. Также на территории Перово расположены завод высоковольтной арматуры, «Мосуглесбыт» (не действует), московский вентиляторный завод, «Стройконструкция-5» (снесён), ЖБИ-21. Также в районе располагался Московский завод телевизионных блоков «Янтарь». После 90-х годов XX в. многие предприятия были расформированы, и их помещения отданы под аренду.

## Транспорт
В районе две станции метро («Перово» и «Шоссе Энтузиастов» Калининской линии Московского метрополитена), две станции Московского Центрального кольца — «Шоссе Энтузиастов и Андроновка», а также три станции Московских центральных диаметров — Авиамоторная, Андроновка, Перово и Чухлинка
По улицам района проходит 5 трамвайных и 24 автобусных маршрута. Данные приведены по состоянию на август 2020 года.

### Автобусы
По территории района «Перово» проходит 24 маршрута автобусов.
| № маршрута | Конечный пункт 1          | Пересадки на метро                                                           | Конечный пункт 2             |
| ---------- | ------------------------- | ---------------------------------------------------------------------------- | ---------------------------- |
| 7          | Метро «Партизанская»      | Партизанская                                                                 | Станция Перово >             |
| 20         | Метро «Партизанская»      | Партизанская                                                                 | Ивановское                   |
| 36         | Метро «Семёновская»       | Семёновская Шоссе Энтузиастов Новогиреево                                    | Платформа Новогиреево >      |
| 46         | Станция Перово >          | Шоссе Энтузиастов                                                            | Метро «Шоссе Энтузиастов»    |
| 83         | Станция Перово >          | Семёновская Шоссе Энтузиастов                                                | Метро «Семёновская»          |
| 125        | Улица Молостовых          | Шоссе Энтузиастов Авиамоторная Площадь Ильича — Римская                      | Красноказарменная пл.        |
| 131        | Метро «Партизанская»      | Партизанская                                                                 | Станция Перово >             |
| 141        | Метро «Семёновская»       | Семёновская Шоссе Энтузиастов Перово (>) Новогиреево                         | Улица Молостовых             |
| 211        | Метро «Партизанская»      | Партизанская (>) Новогиреево                                                 | Улица Молостовых             |
| 214        | Станция Перово >          | Шоссе Энтузиастов                                                            | Южное Измайлово              |
| 254        | Метро «Шоссе Энтузиастов» | Шоссе Энтузиастов                                                            | МЦД Новогиреево >            |
| 322        | Метро «Партизанская»      | Партизанская                                                                 | Трудовая улица (Ногинск)     |
| 336        | Метро «Партизанская»      | Партизанская                                                                 | Автостанция Южная (Балашиха) |
| 337        | Метро «Партизанская»      | Партизанская                                                                 | Улица Чехова (Балашиха)      |
| 385        | Метро «Партизанская»      | Партизанская                                                                 | Улица Объединения (Балашиха) |
| 444        | Метро «Партизанская»      | Партизанская                                                                 | Акрихин (Старая Купавна)     |
| 617        | Станция Перово >          | Перово Новогиреево                                                           | Ивановское                   |
| 659        | Метро «Шоссе Энтузиастов» | Шоссе Энтузиастов Перово Новогиреево                                         | Ивановское                   |
| 702        | Метро «Семёновская»       | Семёновская Шоссе Энтузиастов                                                | Южное Измайлово              |
| 776        | Южное Измайлово           | Новогиреево                                                                  | Платформа Новогиреево >      |
| 787        | Станция Перово >          | Перово                                                                       | 9-й микрорайон Кожухова      |
| т30        | Метро «Авиамоторная»      | (>) Авиамоторная Шоссе Энтузиастов Новогиреево (>) Выхино                    | Метро «Выхино» >             |
| т53        | Метро «Таганская»         | Таганская (кол.) — Таганская (рад.) — Марксистская, Площадь Ильича — Римская | Платформа Новогиреево >      |
| т77        | Станция Перово >          | Перово Новогиреево                                                           | Ивановское                   |

### Троллейбусы
В районе Перово были маршруты троллейбусов. Последним был маршрут троллейбуса № 30, который проходил по шоссе Энтузиастов, остальные — внутри района. Все маршруты троллейбусов, следовавших по улицам Перова, принадлежали Новокосинскому автобусно-троллейбусному парку. В 1959 году открыт маршрут троллейбуса № 30 (проезд Энтузиастов — Перово поле); в 1963 году он продлён до кинотеатра «Берёзка», а в 1975 г. — до «Выхино». 19 июня 2020 года троллейбус № 30 был заменён автобусом № т30. В 1965 году от Андроньевской площади до круга на Перовской улице открыт маршрут троллейбуса № 53. В 1968 году маршрут продлён к центру до Таганской площади, в 1970 г. — продлён до «Новогиреево». В 1988 году произошло изменение в движении маршрута троллейбуса № 53: маршрут снят со Школьной улицы. 2 ноября 2019 года троллейбус № 53 был заменён автобусом № т53. В 1975 году открыт маршрут троллейбуса № 68 (проезд Энтузиастов — Ивановское). 3 августа 2015 года троллейбус № 68 был отменён. В 1986 году открыт маршрут троллейбуса № 77 (Ивановское — улица Плеханова), следующего по Зелёному проспекту, Молостовых и Саянской улицам. 1 июня 2020 года троллейбус № 77 был заменён автобусом № т77. В настоящее время по территории района проходит служебная линия для парковых рейсов маршрута № Т.
| № маршрута | Конечный пункт 1   | Пересадки на метро                                                           | Конечный пункт 2        |
| ---------- | ------------------ | ---------------------------------------------------------------------------- | ----------------------- |
| 30         | Проезд Энтузиастов | (>) Авиамоторная Шоссе Энтузиастов Новогиреево (>) Выхино                    | Метро «Выхино» >        |
| 53         | Метро «Таганская»  | Таганская (кол.) — Таганская (рад.) — Марксистская, Площадь Ильича — Римская | Платформа Новогиреево > |
| 68         | Проезд Энтузиастов | (>) Авиамоторная Шоссе Энтузиастов                                           | Ивановское              |
| 77         | Улица Плеханова    | Перово Новогиреево                                                           | Ивановское              |

### Трамваи
В районе «Перово» в настоящее время действуют 3 трамвайных маршрута (№ 36, 37, 46), проложенных по шоссе Энтузиастов и 3-й Владимирской улице. Трамвайные маршруты района «Перово» принадлежат Яузской трамвайной сети. Трамваи 8 и 24 принадлежали Октябрьскому депо; остальные 3 маршрута — имени Русакова. Трамвайная линия шоссе Энтузиастов — «Новогиреево» приобрела современные очертания в 1952 году после завершения прокладки трамвайных путей на участке «Перово поле» (конечная остановка трамвая 2) — «Новогиреево». На линии шоссе Энтузиастов — «Новогиреево» до конца 1960-х гг. имелось 3 трамвайных круга: «Владимирский посёлок»(конечная трамваев 24 и 36), «Перово поле» (конечная остановка трамвая 2 и завершение линии до 1952 г.) и «Новогиреево» (конечная остановка трамвая 34). 13 июля 1966 г. открыта дополнительная линия для трамваев, следующих по маршрутам 2 и 37 до 52-го квартала Новогиреева. В 1970 году конечную остановку переименовали в «Ул. Молостовых». 11 августа 1976 г. линия была закрыта. Линия закрыта в связи со строительством Московского метрополитена и дополнительной соединительной ветви к электродепо «Новогиреево» Московского метрополитена.
| № маршрута | Конечный пункт 1                               | Пересадки на метро                                                                            | Конечный пункт 2        |
| ---------- | ---------------------------------------------- | --------------------------------------------------------------------------------------------- | ----------------------- |
| 36         | Метрогородок                                   | Бульвар Рокоссовского Преображенская пл. Семёновская Шоссе Энтузиастов (>) Перово Новогиреево | Платформа Новогиреево > |
| 37         | Каланчевская улица / Красноказарменная площадь | Авиамоторная Шоссе Энтузиастов (>) Перово Новогиреево                                         | Платформа Новогиреево > |
| 46         | Метрогородок                                   | Бульвар Рокоссовского Преображенская пл. Семёновская Шоссе Энтузиастов                        | 3-я Владимирская улица  |

### Метрополитен
На территории района «Перово» расположены 2 станции на Калининской линии Московского метрополитена. На границе «Перово» и «Соколиной горы» — «Шоссе Энтузиастов», на границе Перова и Новогиреева на Зелёном пр-те — «Перово». С 10 сентября в западной части района работает станция МЦК «Андроновка».
«Шоссе Энтузиастов» — пятая станция Калининской линии, восточного участка Калининской линии. Расположена между станциями «Перово» и «Авиамоторная». Открыта 30 декабря 1979 г. в составе участка «Марксистская» — «Новогиреево»; названа по одноимённому шоссе, проходящим на поверхности над станцией. Является одной из глубоких станций Московского метрополитена. Архитекторы: Ю. В. Вдовин, В. А. Черемин (заслуженный архитектор РФ); инженеры-конструкторы: Е. С. Барский, И. Л. Жуков, Ю. З. Муромцев, Э. Чернякова.
«Перово» — шестая станция Калининской линии, восточного участка Калининской линии, Московского метрополитена. Расположена между станциями «Шоссе Энтузиастов» и «Новогиреево». Открыта 30 декабря 1979 г.; названа по бывшему городу, вошедшему в состав Москвы. Располагается под Зелёным проспектом между Второй (запад) и Третьей (восток) Владимирскими улицами. Архитекторы: Н. А. Алешина (1924—2012), В. С. Волович, Н. К. Самойлова (род. 1938), Р. П. Ткачёва; инженеры-конструкторы: Т. А. Жарова, Ю. З. Муромцев.
«Андроновка» — станция Московского центрального кольца. Располагается в северной части железнодорожной станции «Андроновка» МКЖД. Станция имеет наземную уличную пересадку на платформу «Андроновка», выходы к 2-й улице Энтузиастов (на запад), к 1-й Фрезерной улице (на восток). Открыта 10 сентября 2016 г.

### Железнодорожный транспорт
Пассажирский транспорт на железной дороге на территории района «Перово» работает эффективно, являясь альтернативой метрополитена (до открытия станции «Новокосино» Калининской линии Московского метрополитена железная дорога была одним из приоритетных видов транспорта для перевозки пассажиров из Москвы до Реутова и, соответственно, обратно). На территории района «Перово» расположены 3 действующие железнодорожные пассажирские станции, входящие в состав МЖД: «Авиамоторная», «Перово» и «Андроновка». Станция «Перово» — крупный грузовой и пассажирский железнодорожный узел: пересечение Казанской и Горьковской линии РЖД, связывающих столицу с другими регионами России.

### Автомобильные дороги
Основные транспортные магистрали — это Зелёный проспект, шоссе Энтузиастов, 1-я Владимирская и Плеханова улицы (по версии информационного портала Яндекс. Карты), а также Новогиреевская и Перовская улицы.
С 2013 г. в эксплуатацию введён восточный участок ЧТК (от шоссе Энтузиастов до Измайловского шоссе; в настоящее время участок отошёл к Северо-Восточной хорде). Он свяжет две главные «вылетные» магистрали ВАО. Одновременно с возведением развязки (улица Уткина — ЧТК — шоссе Энтузиастов — Электродный проезд — Электродная улица) объявлена реконструкция шоссе Энтузиастов (от Садового кольца до МКАД). В проект реконструкции входит возведение 8 внеуличных переходов, реконструкция транспортного узла (пересечение Свободного проспекта, шоссе Энтузиастов и Б. Купавенского проезда), возведение узла шоссе Энтузиастов с ЧТК, большая часть магистрали — реконструкция с устройством боковых проездов автотранспорта. С 2012 г. отменено строительство бокового проезда на участке от 1-й Владимирской до Новогиреевской улиц.
Развязка ЧТК и шоссе Энтузиастов войдет вместе с главной магистралью ЧТК в состав СВХ. Развязка в настоящее время включает в себя следующие составляющие:
- Съезд № 4 (стр.) — соединяет внешнюю сторону ЧТК и ш. Энтузиастов (направление в область);
- Въезд № 5 (стр.) — соединяет ш. Энтузиастов (направление в центр) и внутреннюю сторону ЧТК;
- Въезд № 7 (стр.) — соединяет ш. Энтузиастов (направление в центр) и внешнюю сторону ЧТК;
- Въезд № 8 — соединяет шоссе Энтузиастов (направление в область) и внешнюю сторону ЧТК;
- Съезд № 9 — вдоль ул. Уткина; соединяет внутреннюю сторону ЧТК с шоссе Энтузиастов (направление в центр);
- Эстакада главного хода над ш. Энтузиастов — сооружена над пересечением ш. Энтузиастов с ул. Уткина.

В 2014 году в эксплуатацию вводятся 5 надземных и 1 подземный пешеходный переход через ш. Энтузиастов.

### Велосипедное движение
Велосипедное движение на территории «Перово» не развито; в восточной части Перовского ПКиО и в Измайловском парке проложены специальные велодорожки для активного отдыха, а также на территории района расположено несколько велопарковок. Однако актуальность велосипедного движения представляется низкой.
В июне 2014 г. Департамент транспорта города Москвы заявил о строительстве новых велостанций в центральной части города. Общее количество доведут до показателя в 150 велостанций. Ближайшей велостанцией к Перову и другим районам ВАО планируется велостанция у станции московского метрополитена «Курская».

## Перово в произведениях литературы и искусства
- Дмитрий Борисович Кедрин. «В Перово пришла подмосковная осень…» (1936 г.)
- Район Перово, в частности Владимирский пруд, неоднократно упоминается в литературных произведениях в качестве обозначения места действия, например в 10-й главе повести «Русский писатель не любит ваниль»[154] московского писателя Андрея Гусева, а также у других авторов.

### Сноски
1. ↑  Территория нынешнего района «Перово» и муниципального округа «Перово» занимает центральную часть города Перово.
2. ↑  До XX в. дачный посёлок носил названия Новое Гиреево и Ново-Гиреево. Название Новогиреево впервые появляется в печатных изданиях в начале XX в. Так, рекламная брошюра 1906 года описывает посёлок под именованием Новогиреево («Описание вновь устроенного посёлка „Новогиреево“ Московской губернии и уезда близ станции „Кусково“ Нижегородской ж. д.»). Слитное написание названия закрепилось за посёлком и после открытия железнодорожной станции «Новогиреево» Нижегородской ж. д. в 1908 году.
3. ↑  Перово расположено в пределах западной части Мещёрской низменности.
4. ↑  Днище долины Перовского ручья в Перово обозначено на геоморфологической карте Москвы Архивная копия от 6 августа 2013 на Wayback Machine 2000 г.
5. ↑  Перовский ручей назван Хлудовским Ю. А. Насимовичем по Владимирскому пруду, именовавшемуся ранее Хлудовским прудом.
6. ↑  Перовский пруд показан на топографической карте Архивная копия от 22 февраля 2014 на Wayback Machine окрестностей Москвы Военно-Топографического депо (1878 г.), однако более ранние отметки Перовского пруда (1860 г.) указаны на военно-топографической карте Архивная копия от 22 февраля 2014 на Wayback Machine Ф. Ф. Шуберта (1860 г.).
7. ↑  Не следует путать Перовский пруд с Большим Перовским прудом, расположенном в сквере недалеко от улицы Новотетёрки.
8. ↑  Название Советской улицы города Перово указано на карте Архивная копия от 26 января 2012 на Wayback Machine 1952 г., а также карте Архивная копия от 6 октября 2014 на Wayback Machine 1957 г.
9. ↑  Владимирский посёлок на Иностранном плане Архивная копия от 29 октября 2013 на Wayback Machine Москвы 1957 г. Пруд изображен голубым цветом; в районе современной Электродной улицы отмечен мост.
10. ↑  Данные прежние названия Владимирского пруда указаны на карте Архивная копия от 26 августа 2011 на Wayback Machine 1910 г. Московской Городской Думы.
11. ↑  На Яндекс. Картах данные улицы выделены жёлтым и оранжевым цветами.
12. ↑  Все микрорайоны в таблице указаны с их привязкой (Перово или Владимирский посёлок (под данным разделением подразумевается историческая привязка к Владимирскому посёлку и г. Перово. Такая привязка осталась с 1960-х гг. Разделение Владимирского посёлка и г. Перово в период 1950-х — 1960-х гг. указано на карте Архивная копия от 26 января 2012 на Wayback Machine 1952 г.)).
13. ↑  Верхние данные таблицы показывает граничащие улицы на западе и на востоке; нижние данные — соответственно на севере и на юге
14. ↑  Принадлежащих жилищному фонду города Москва. Указано по состоянию на 2013 г. с помощью Яндекс. Народные карты Архивная копия от 11 июля 2013 на Wayback Machine
15. ↑  Согласно картографическим данным, вернее перекрёсток ул. Плеханова, Перовской с Зелёным пр-том.
16. ↑  Под другими в списке подразумеваются виды птиц, перечисленные выше (то есть те виды, которые были зафиксированы на территории Терлецкого парка и близлежащих жилых массивов).
17. ↑  Под другими в списке подразумеваются виды птиц, перечисленные выше (то есть те виды, которые были зафиксированы на территории Терлецкого парка и близлежащих жилых массивов).
18. ↑  Под другими в ряду районов с неблагоприятной экологической обстановкой подразумеваются следующие выявленные районы Москвы: «Арбат», «Басманный», «Красносельский», «Мещанский», «Пресненский», «Таганский», «Тверской», «Якиманка», «Китай-город» Центрального административного округа; «Аэропорт», «Беговой», «Бескудниковский», «Войковский», «Дмитровский», «Коптево», «Савёловский», «Сокол», «Хорошёвский» Северного административного округа; «Алексеевский», «Бутырский», «Марфино», «Марьина Роща», «Останкинский», «Ростокино» Северо-Восточного административного округа; «Капотня», «Марьино», «Нижегородский», «Печатники», «Рязанский», «Текстильщики», «Южнопортовый» Юго-Восточного административного округа; «Бирюлёво Восточное», «Бирюлёво Западное», «Братеево», «Даниловский», «Донской», «Москворечье-Сабурово», «Нагатино-Садовники», «Нагорный», «Чертаново Северное», «Чертаново Центральное», «Царицыно» Южного административного округа; «Дорогомилово», «Проспект Вернадского» Западного административного округа и «Хорошёво-Мнёвники» Северо-Западного административного округа.
19. ↑  На карте с показанием, представленным районом «Перово», также указаны районы «Гольяново», «Северное Медведково», «Войковский», «Нагорный», «Нагатино-Садовники», «Москворечье-Сабурово», «Замоскворечье».
20. ↑  По критерию состоянию атмосферного воздуха.
21. ↑  РТС «Перово» расположена на территории района «Вешняки» (на Кетчерской улице), но является составной частью энергетики района «Перово».
22. ↑  Замеры от 2012 г. в пункте мониторинга № 27 на Зелёном проспекте (данные из приложения-иллюстраций Доклада Департамента природопользования и охраны окружающей среды г. Москвы «О состоянии окружающей среды в г. Москве в 2012 г.»).
23. ↑  По данным Топографической карты. Архивировано 14 мая 2013 года. окружности Москвы 1818 г.
24. ↑  По данным плана Архивная копия от 26 января 2012 на Wayback Machine инструментальной топографической съёмки г. Москвы и её окрестностей 1838 г. (съёмка апреля-июня 1838 г.). Иллюстрация в разделе «Село Пекуново» дублирует участок плана с указанием села Пекуново.
25. ↑  Данная информация об архитекторах детского сада в Немецком городке содержится на фотографии (недоступная ссылка — история)., сделанной предположительно в 1950 г.
26. ↑  https://synthart.livejournal.com/ Synthart]. Детский сад в районе Перово поле (16 августа 2011). Дата обращения: 17 ноября 2013. Архивировано 16 ноября 2013 года.
27. ↑  Приведённый список памятников и мемориальных досок района Перово составлен при помощи инструментов «Викимапии».
28. ↑  Употреблённые сокращения в таблице «Школы и гимназии Перово»: ЦО — центр образования; СОШ — средняя образовательная школа; ММГ — аббревиатура Московской Международной гимназии; начальная — начальная школа при главной школе (указан общий номер школ).
29. ↑  Рейтинг Irn.ru представляет данные по состоянию цен на июль 2013 г.
30. ↑  Условные обозначения (использованные в таблице): (>) — уличная пересадка с автобуса на метро с прохождением расстояния до станции метро; (-) — пересадка между станциями метро.
31. ↑  Подразумеваются маршруты троллейбусов, следовавших по шоссе Энтузиастов до Свободного проспекта (маршруты № 30 и № 68).
32. ↑  Троллейбусы, следовавшие по маршрутам № 77 и № 53, проходили по Зелёному проспекту и 1-й Владимирской улице соответственно.
33. ↑  Круг на пересечении 1-й Владимирской и Перовской улиц
34. ↑  В таблице приведены данные (основная информация) на март 2011 года.
35. ↑  Условные обозначения (использованные в таблице): (>) — уличная пересадка с троллейбуса на метро с прохождением расстояния до станции метро; (-) — пересадка между станциями метро.
36. ↑  В настоящее время по шоссе Энтузиастов следуют 3 маршрута, далее для трамваев, следующих по маршруту 46 — конечная (круг около пересечения 3-й Владимирской улицы с шоссе Энтузиастов). По 3-й Владимирской улице к/от «Новогиреево» проложены 2 маршрута трамваев 36 и 37.
37. ↑  Трамвайный круг «Владимирский посёлок» был переименован в «3-я Владимирская улица», который расположен около пересечения 3-й Владимирской улицы и шоссе Энтузиастов.
38. ↑  Трамвайный круг «Перово поле» располагался рядом с пересечением Зелёного проспекта и Новогиреевской улицы. До наших дней не сохранился.
39. ↑  В таблице приведены данные (основная информация) по состоянию на май 2024 года.
40. ↑  Условные обозначения (использованные в таблице): (>) — уличная пересадка с трамвая на метро с прохождением расстояния до станции метро; (-) — пересадка между станциями метро.
41. ↑  Станция Московского метрополитена «Авиамоторная» не учитывается как входящая в состав территории района «Перово» по нескольким причинам: платформы и станция расположены под территорией района «Лефортово»; со станции не осуществляется выход на шоссе Энтузиастов на территории района «Перово»
42. ↑  Станция Московского метрополитена «Перово» имеет только западный вестибюль и последующий выход в подуличный переход на территории района «Перово».
43. ↑  Пятая станция по счету из центра (от станции «Третьяковская» Московского метрополитена
44. ↑  Шестая станция по счету из центра (от станции «Третьяковская» Московского метрополитена
45. ↑  Пять надземных пешеходных переходов через ш. Энтузиастов расположены по следующим адресам: ш. Энтузиастов, д.64/2; 74/2; 82/2; 86 корп. 1; 88.
46. ↑  В частном случае: отсутствие велодорожек вдоль шоссе Энтузиастов. Дата обращения: 19 июля 2013. Архивировано из оригинала 6 октября 2013 года.
47. ↑  Смотреть велодорожки на Викимапии Архивная копия от 26 августа 2011 на Wayback Machine. Велосипедные дорожки обозначены утолщёнными линиями розового цвета.